# Mercury Eight
Mercury Eight — полноразмерный автомобиль, выпускавшийся подразделением Mercury компании Ford с 1939 по 1951 год. 

## Первое поколение (Series 99A/09A; 1939—1940)
Первое поколение Mercury Eight было представлено в 1939 году. Двухдверный седан был оценён в 946 долларов США (20721 доллар 2023 года).
Mercury Eight приводился в движение 3,9-литровым двигателем Ford Flathead V8, который развивал мощность 95 л. с. В стандартной комплектации автомобиль оснащался гидравлическими тормозами с использованием 12-дюймовых барабанов. В 1940 году стандартной опцией стали двойные солнцезащитные козырьки.

### Галерея

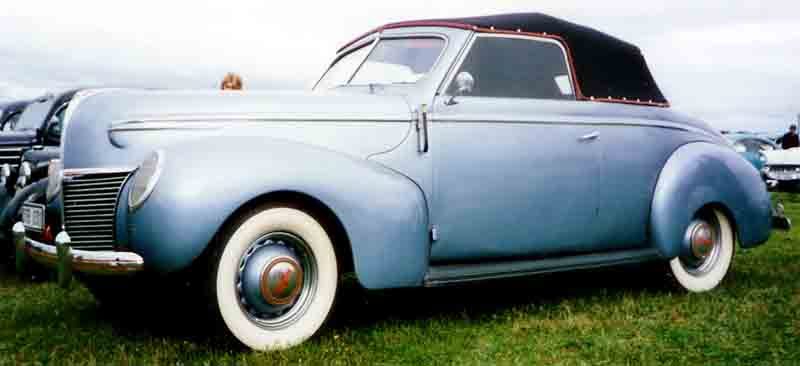
1939 Mercury Series 99A
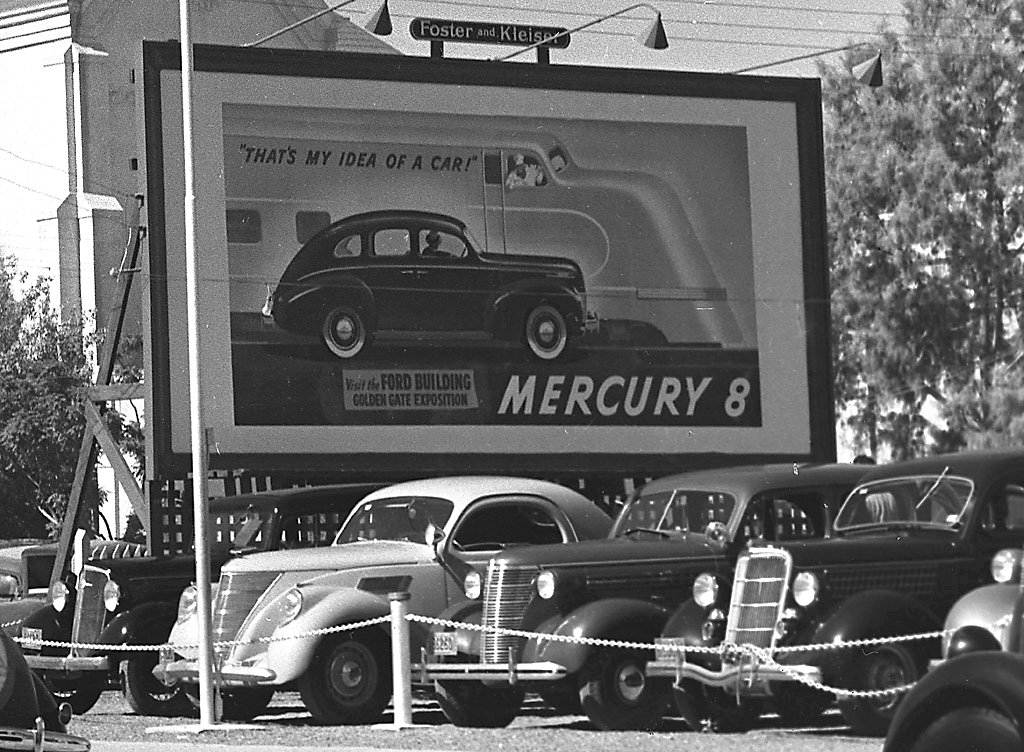
Рекламный щит Mercury Eight (1939 год)
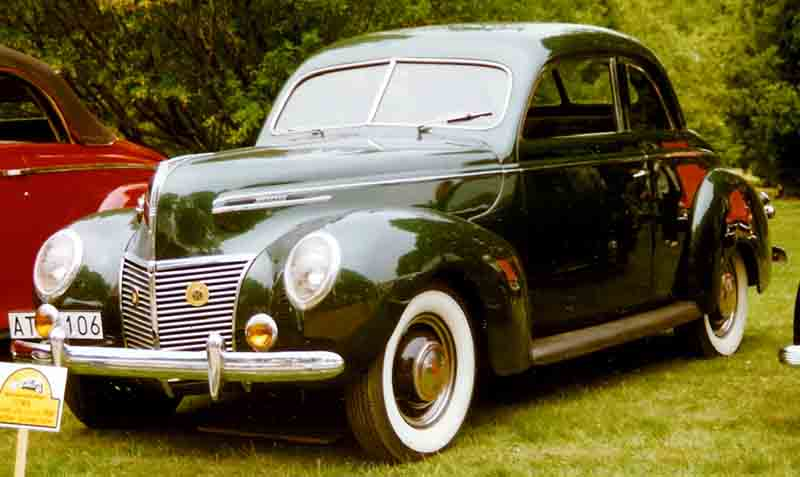
1939 Mercury 8
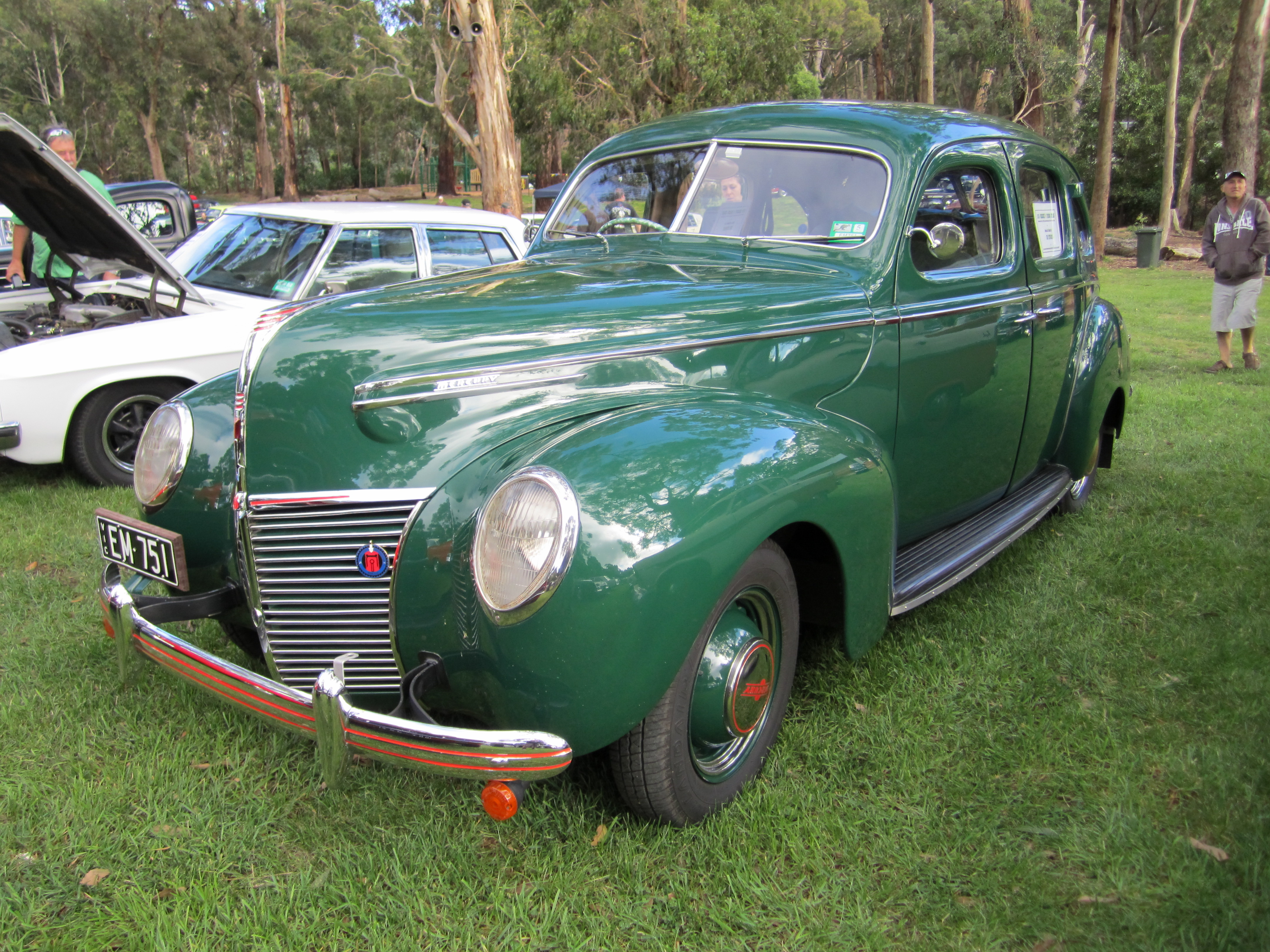
1939 Mercury 8

## Второе поколение (Series 19A/29A; 1941—1948)
В 1941 году Mercury Eight получил совершенно новый дизайн и некоторые технические усовершенствования. Колёсная база была увеличена на 51 мм (до 2997 мм). В шасси было внесено множество усовершенствований, включая улучшенную длину пружин, их скорость и прогибы, а также изменения в креплениях, амортизаторах и улучшенной стойке стабилизатора поперечной устойчивости, но по-прежнему использовались старомодные поперечные пружины. Нижние части дверей выступали над подножками, обеспечивая более широкие сиденья и интерьер. Передние стойки стали тоньше, а лобовое стекло — шире, углубленнее и под более крутым углом. Габаритные огни были установлены поверх крыльев для лучшей видимости. Также были изменены рамки фар. Передние вентиляционные створки теперь приводились в действие рукояткой. На смену кабриолету пришёл универсал. Всего в 1941 году было продано 90556 экземпляров.
В 1942 году тонкие габаритные огни были заменены прямоугольными блоками, расположенными высоко на крыльях внутри фар. Подножки теперь были полностью скрыты под расширяющимися днищами дверей. На приборной панели спидометр и часы были одинаковых диаметров, а в центре был расположен динамик. Мощность двигателя увеличилась до 100 л. с., а сам двигатель стал сочетаться в паре с полуавтоматической трансмиссией Liquamatic. За 1942 год было выпущено 1902 экземпляра. В феврале 1942 года автомобиль был снят с производства, поскольку американские автомобильные заводы были переведены на эксклюзивное производство военной техники.
В 1946 году производство Mercury Eight было возобновлено, теперь уже с обновлённой радиаторной решёткой. Тонкие вертикальные накладки выкрашивались в цвет кузова, а надпись Eight была расположена по центру. Также изменилась отделка багажника. Полуавтоматическая трансмиссия была исключена. Новой моделью стал кабриолет Sportsman с деревянными панелями кузова. К 1947 году было выпущено 86603 экземпляра.
В 1947 году произошли незначительные изменения в дизайне. Название Mercury было нанесено сбоку на капот. Оправа решётки радиатора была хромированной. В центре по-прежнему располагалась надпись Eight. Отделка багажника также была видоизменена. В интерьере было использовано больше хрома, а циферблаты приборной панели были переработаны. Кабриолет и универсал были оснащены кожаной обивкой, а в других типах кузова применялась ткань. Кабриолет Sportsman с деревянными панелями был исключён. 
К окончанию производства было продано 86363 автомобиля Mercury Eight.

### Галерея

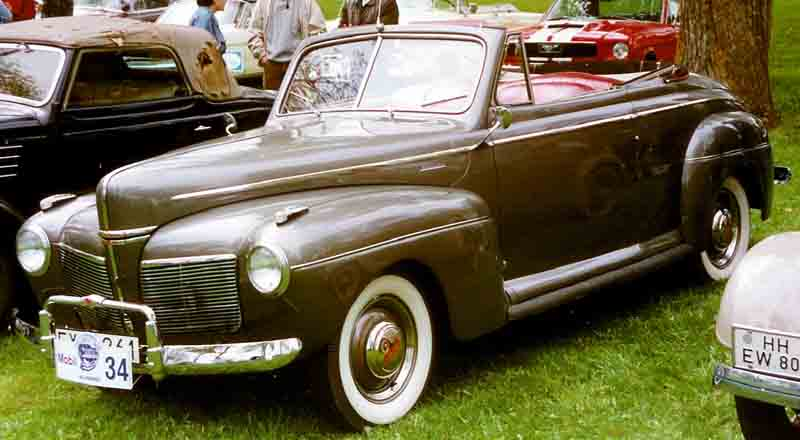
1941 Mercury Series 19A Club
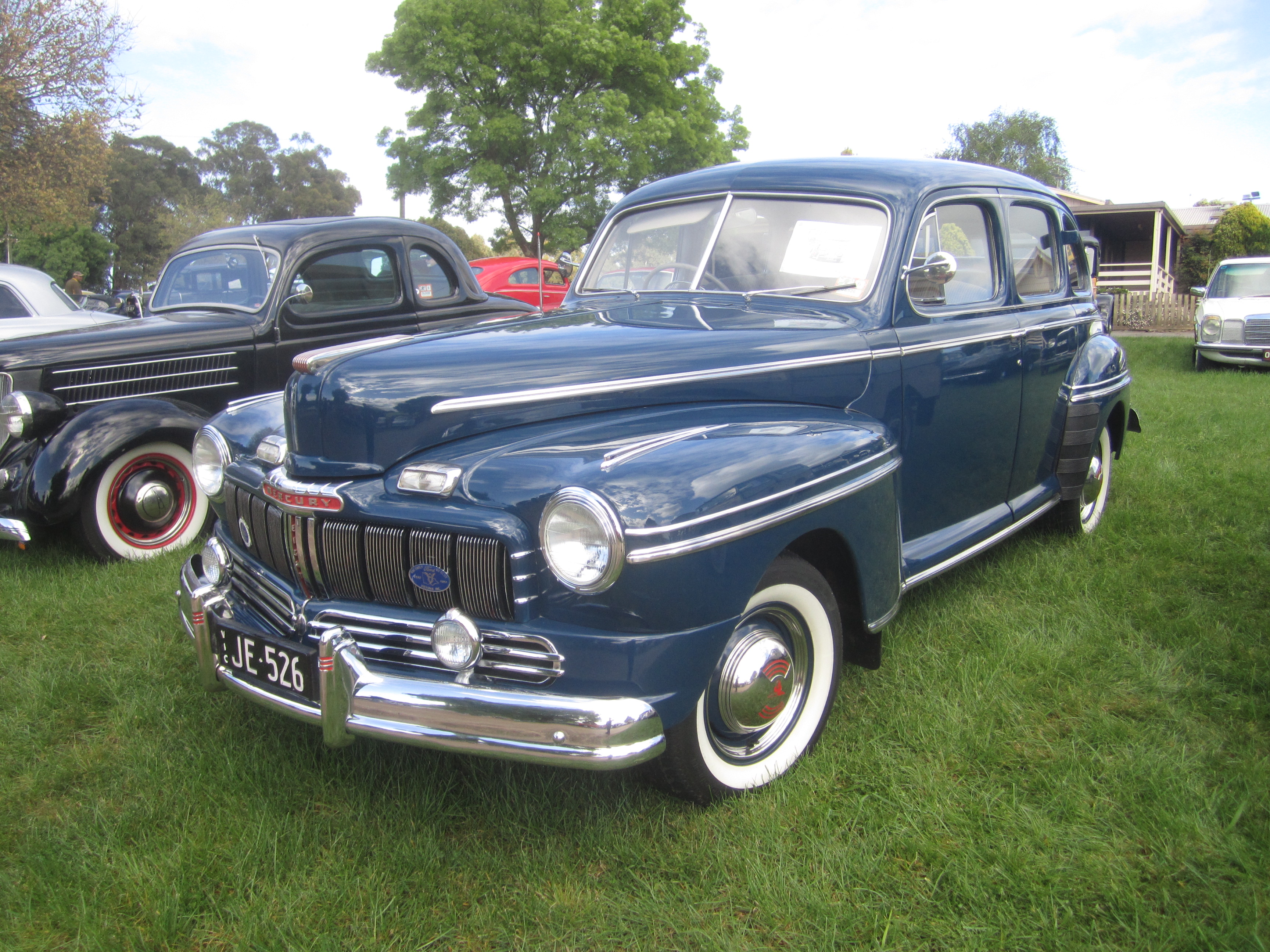
1946 Mercury Eight
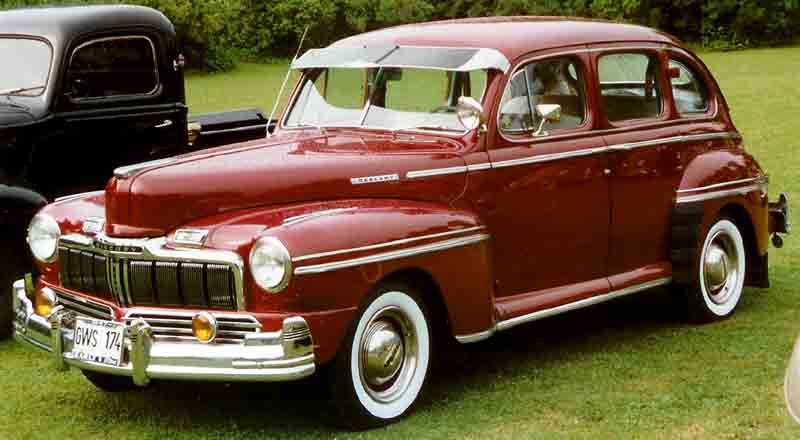
1947 Mercury Eight
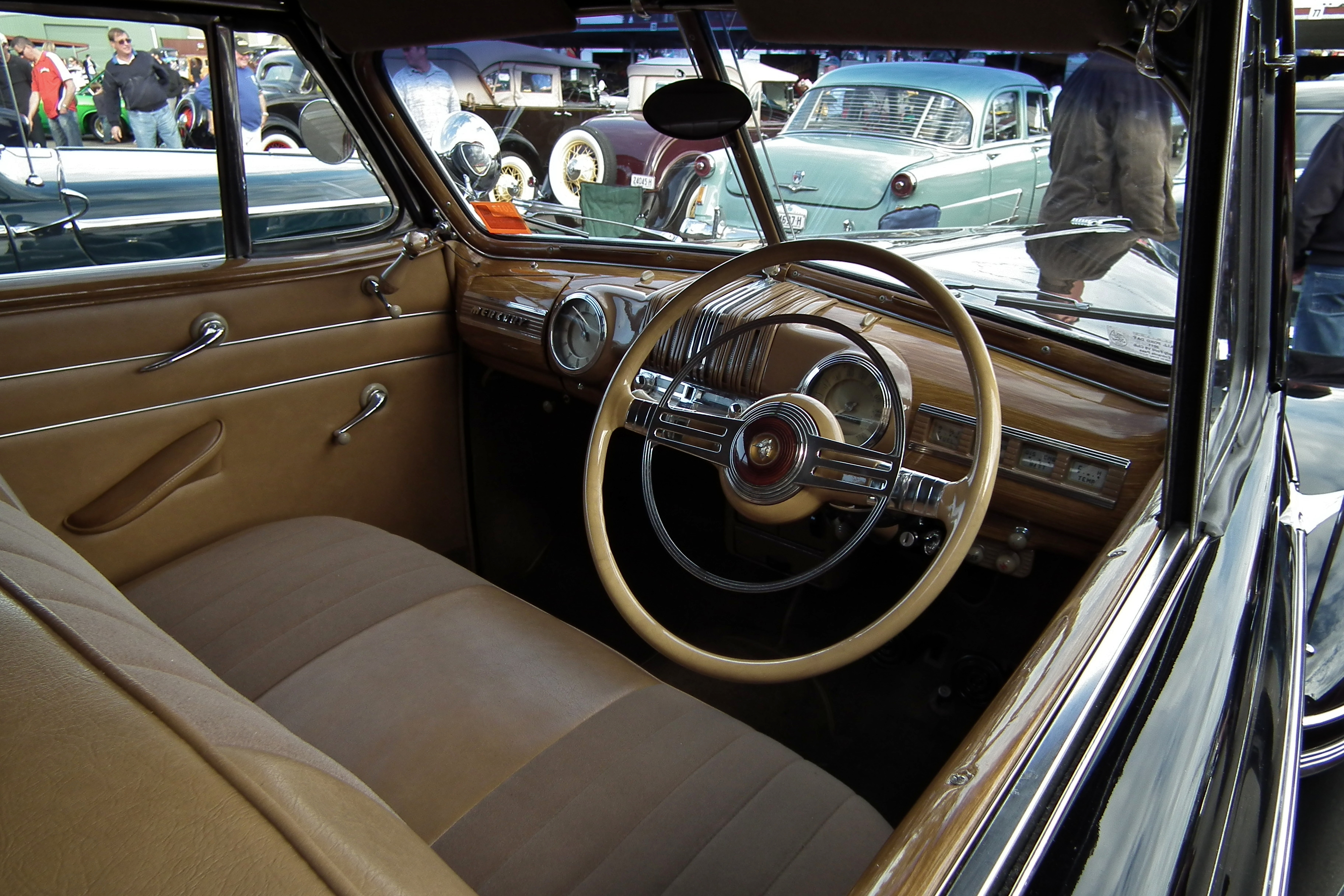
Интерьер
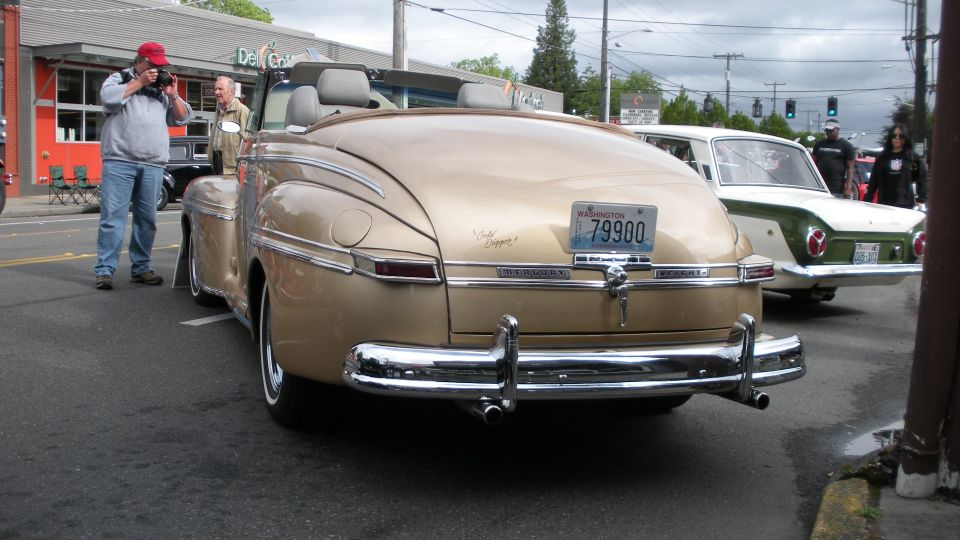
1948 Mercury Eight

## Третье поколение (1949—1951)
В 1949 году компания Mercury представила свою первую послевоенную гамму. Mercury Eight стал разделять кузов с автомобилями Lincoln. В движение автомобиль приводился 4,2-литровым двигателем Flathead V8.
В ходе изменения модельного ряда четырёхдверный универсал был заменён двухдверным. Конструкция кузова стала стальной, а обшивка кузова стала деревянной. В 1950 году передняя подвеска стала независимой.
В 1951 году Mercury Eight был снят с производства.

### Галерея

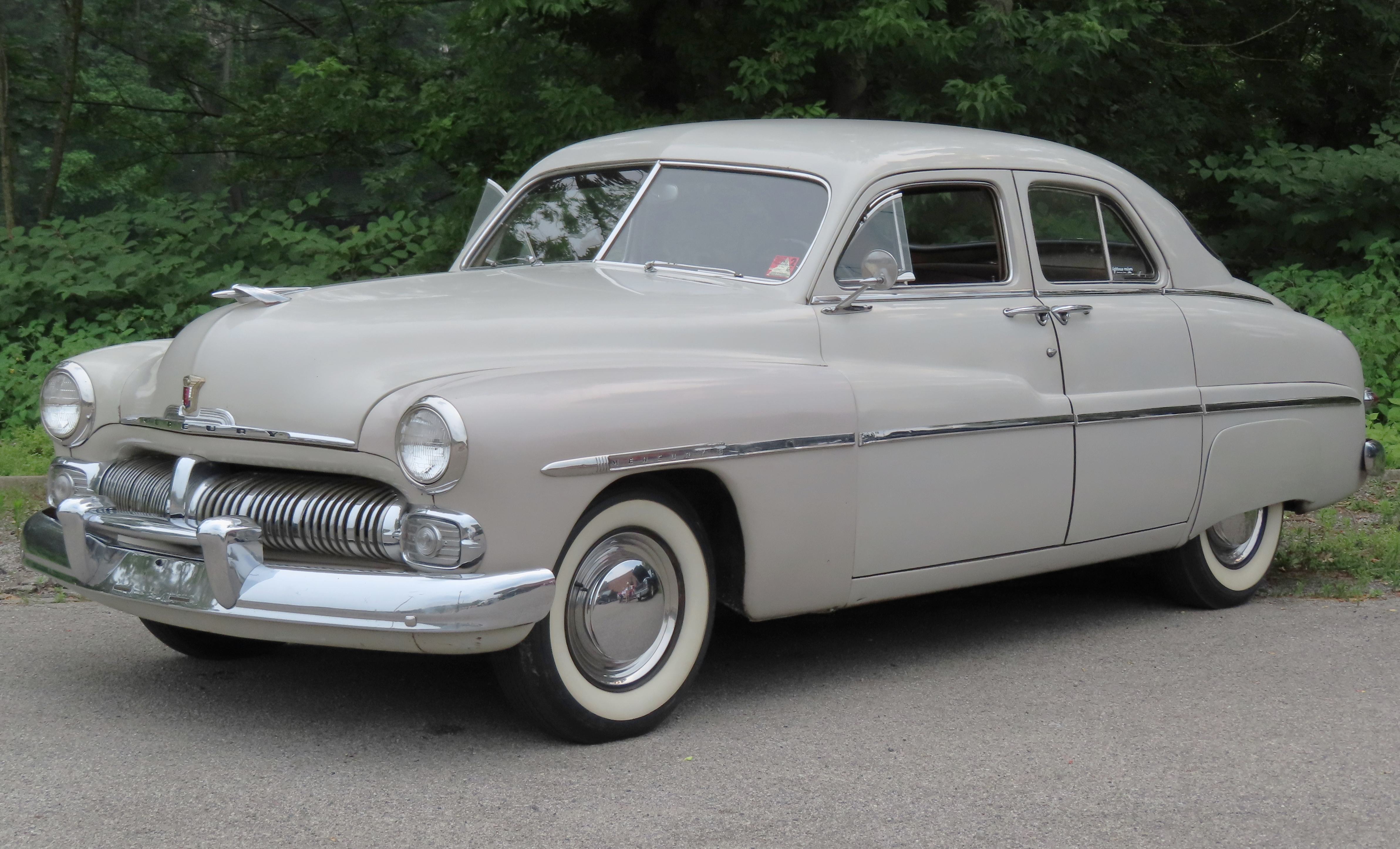
1950 Mercury Eight
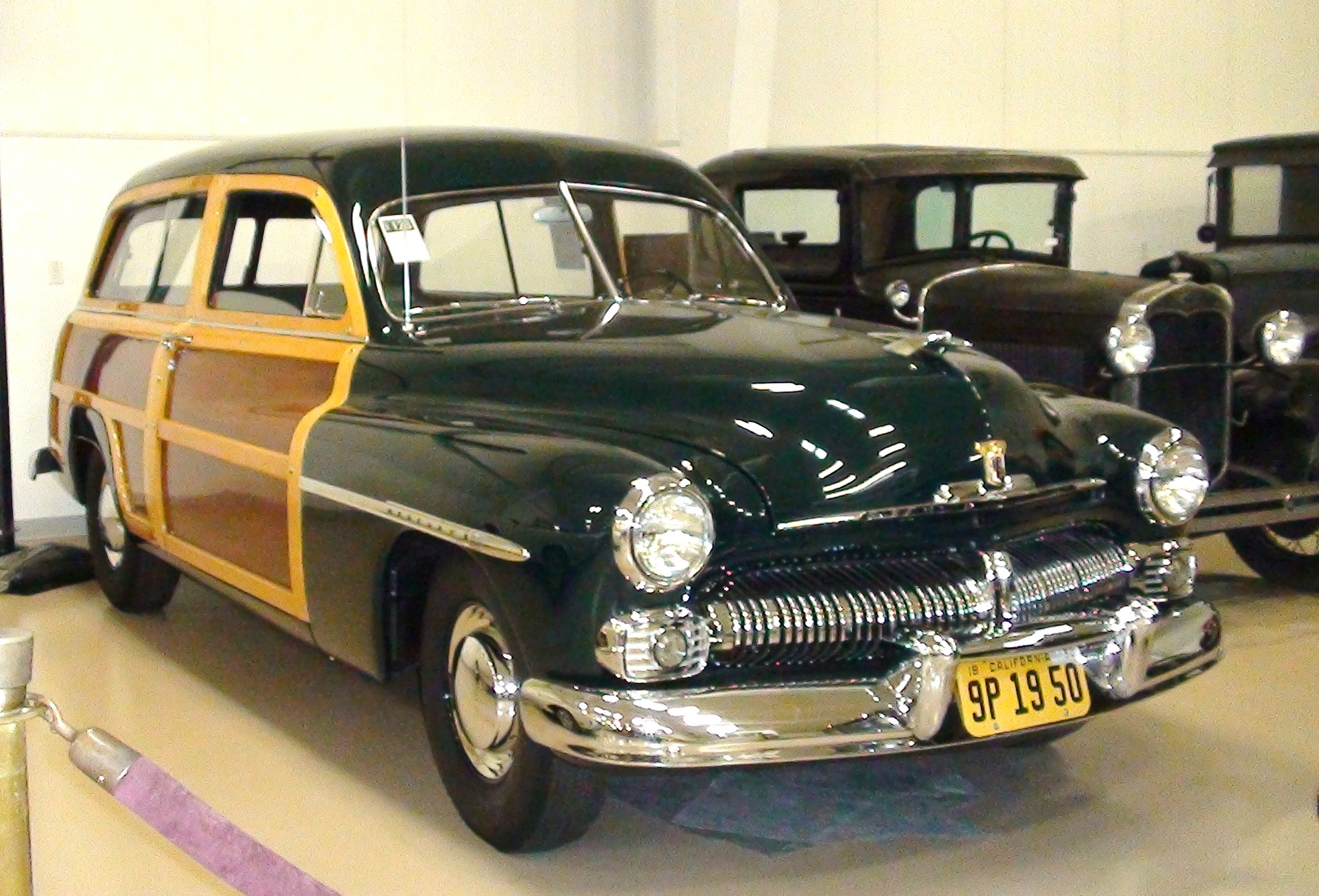
1950 Mercury Eight
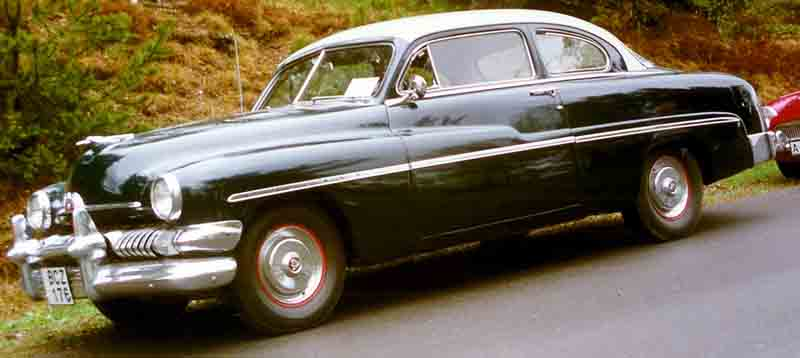
1951 Mercury Eight
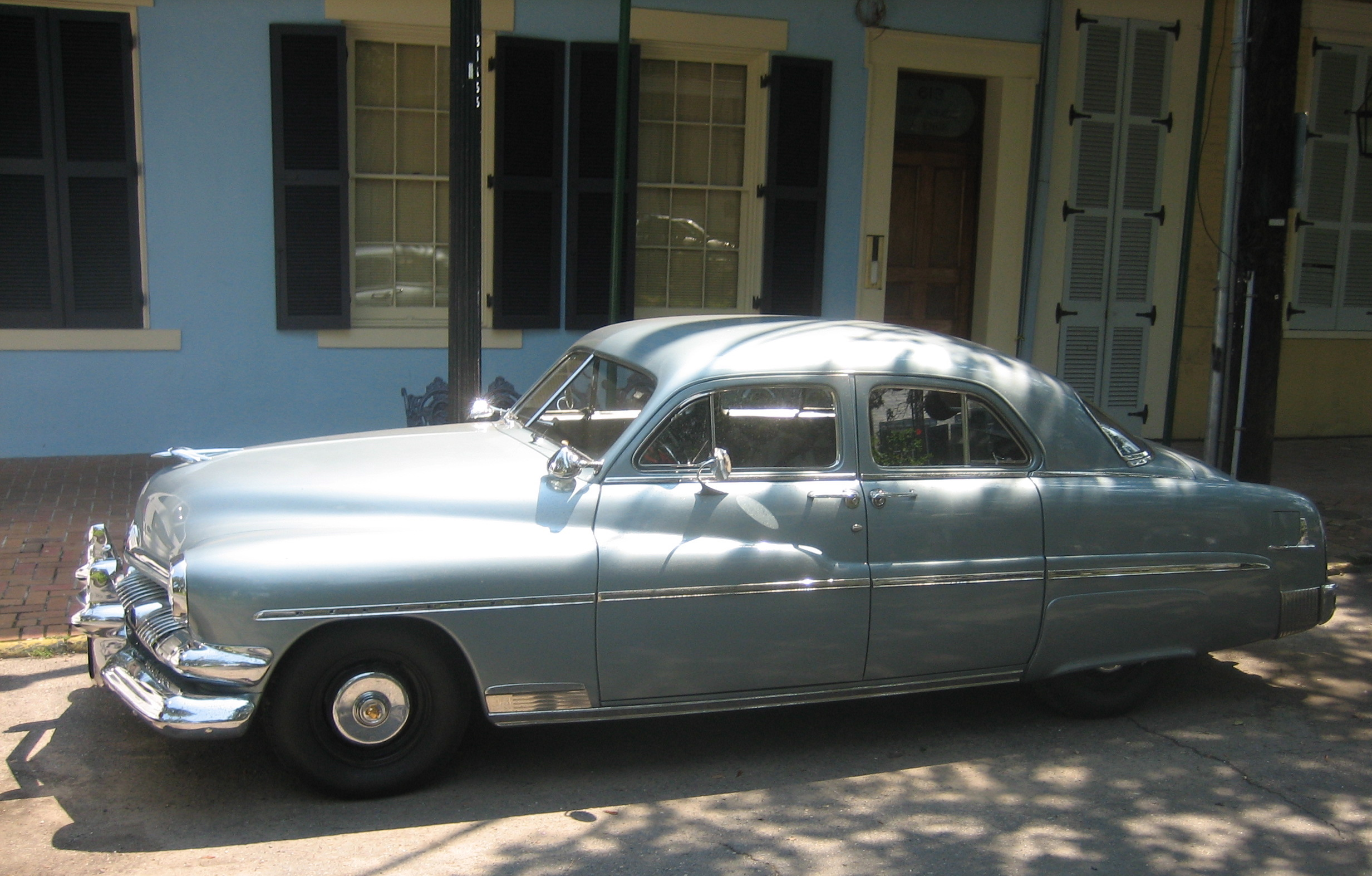
1951 Mercury Eight с заднепетельными дверями